# Eremochelis nudus
Espèce
Synonymes
- Therobates nudus Muma, 1963

Eremochelis nudus est une espèce de solifuges de la famille des Eremobatidae.

## Distribution
Cette espèce est endémique du Nevada aux États-Unis,. Elle se rencontre dans le comté de Nye.

## Description
Le mâle holotype mesure 13,5 mm.

## Publication originale
- Muma, 1963 : Solpugida of the Nevada Test Site. Brigham Young University Science Bulletin. Biological series, vol. 3, no 2, p. 1-15.